# Kawano Katsutoshi
Katsutoshi Kawano (河野 克俊 Kawano Katsutoshi, born ngày 28 tháng 11 năm 1954) là Đô đốc Hải quân người Nhật Bản thời Nhật hoàng Akihito và là Tổng tham mưu trưởng Lực lượng Phòng vệ biển Nhật Bản (SDF).